# پلیمپ‌تانویل (پنسیلوانیا)
پلیمپ‌تانویل (به انگلیسی: Plymptonville) یک منطقهٔ مسکونی در ایالات متحده آمریکا است که در شهرستان کلیرفیلد، پنسیلوانیا واقع شده‌است. پلیمپ‌تانویل ۳٫۴ کیلومتر مربع مساحت و ۹۸۱ نفر جمعیت دارد و ۳۵۰٫۵۲ متر بالاتر از سطح دریا واقع شده‌است.